# Vandalismus
Unter Vandalismus versteht man allgemein eine „blinde Zerstörungswut“. Das Wort Vandalismus leitet sich sprachlich – jedoch historisch wenig begründet – von der germanischen Volksgruppe der Vandalen ab, die in der Spätantike in das römische Reich einwanderten.

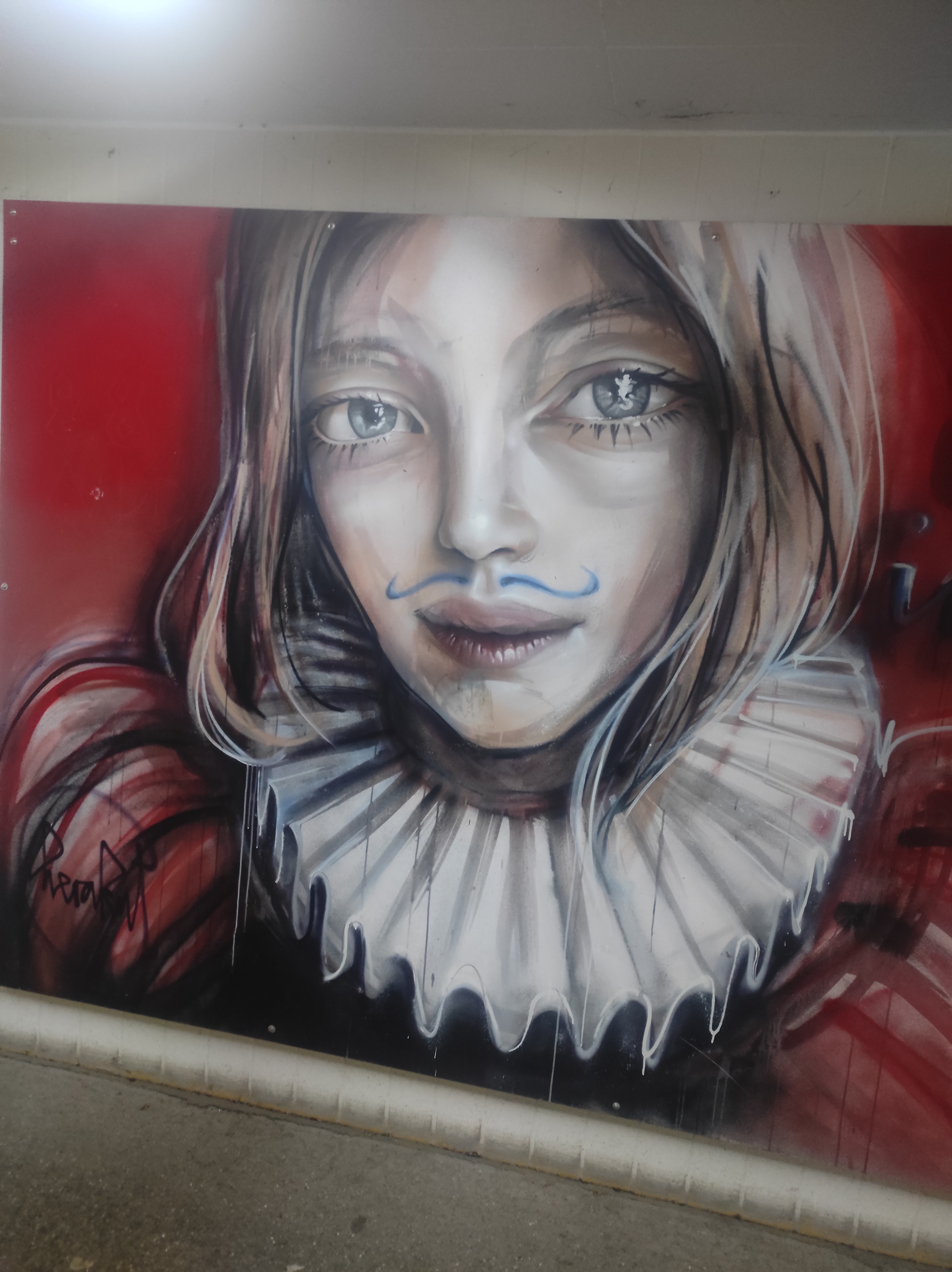
Graffito an Bahnunterführung mit vandalistischer Verschandelung in Form eines Schnurrbarts (in Dortelweil)

## Kriminologische Einordnung

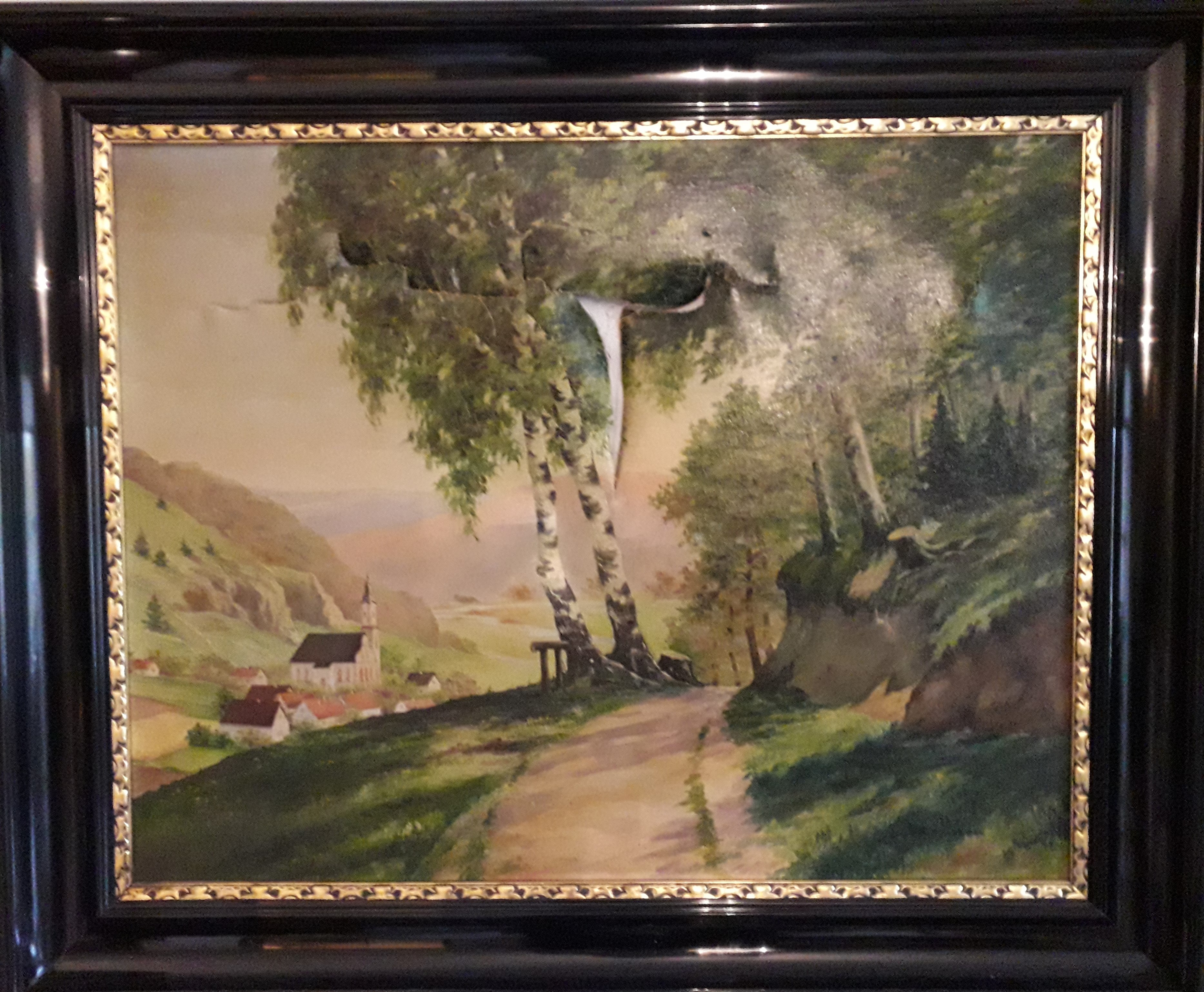
Bei einem Einbruch durch Vandalismus zerstörtes Ölgemälde

Mit Vandalismus wird heute in der Kriminologie eine vorsätzliche Handlung bezeichnet, die meist eine Zerstörung oder Beschädigung einer privaten oder öffentlichen Sache (Sachbeschädigung) bis hin zu Körperverletzung oder Tierquälerei zur Folge hat. Er ist meist eine Form von deviantem und meist auch delinquentem Verhalten häufig (aber nicht nur) von (meist männlichen) Jugendlichen, die allgemein als zwecklos, irrational oder auch nihilistisch erscheint. Manche Formen von Vandalismus werden als eine Form von oder ein Aspekt von Rowdytum betrachtet (so beispielsweise ehemals im DDR-Strafrecht). Täter versuchen durch Zerstörung sich ihre körperliche Kraft zu beweisen und das Ablehnen einer öffentlichen Ordnung ihrer Umgebung zu demonstrieren. Resozialisierung ist gut durch Verurteilung zu Schadensersatz und durch Sozialstunden zu erreichen.

## Etymologie
Das Wort Vandale (auch Wandale) im Sinne eines „von sinnloser Zerstörungswut Besessenen“ ist laut Konrad Vössing „vollständig enthistorisiert“. Der Begriff stand ursprünglich für einen Angehörigen des ostgermanischen Stammes bzw. des spätantiken Kriegerverbandes der Vandalen, der im Jahr 455 Rom zwei Wochen lang plünderte. Ziellose Zerstörung gab es dabei jedoch gerade nicht. Zeitgenössische Quellen bezeugen, dass die Vandalen unter Geiserich im Rahmen eines Bürgerkrieges agierten und von Feinden des Kaisers Petronius Maximus kampflos in die Ewige Stadt eingelassen worden waren. Bereits im 6. Jahrhundert warf ihnen hingegen der Chronist Johannes Malalas vor, Rom erobert zu haben und dabei ebenso gründlich wie grausam vorgegangen zu sein – allerdings auf Einladung der Kaiserin. Auch dass Geiserichs Vandalen Arianer waren und zeitweilig gegen die katholische Kirche in ihrem nordafrikanischen Herrschaftsgebiet vorgingen, was Autoren wie Victor von Vita in dramatischen Farben schilderten, trug dazu bei, ihr Bild in der Überlieferung weiter zu verfinstern.
So wurde von lat. Vandalī (Plur.) zunächst ins Altfranzösische übertragen (wandele = „Räuber, Dieb“). Im Jahr 1733 wurde der Begriff durch Voltaire als frz. vandale („Barbar“) sowie als Adjektiv für „barbarisch“ wieder aufgenommen (vgl. auch Barbarei). Entlehnt in die deutsche Sprache wurde der Begriff in der zweiten Hälfte des 18. Jahrhunderts; entsprechend gilt das Adjektiv „vandalisch“ als Synonym für „barbarisch, verheerend, zerstörungswütig“. Zuvor stand der Begriff unabhängig vom Französischen „zum Volk der Wandalen gehörig“ (17. Jahrhundert). Im Jahr 1794 prägte Henri Grégoire im Zusammenhang mit seiner Kritik an der Plünderung der Königsgräber in der ehemaligen Abteikirche von Saint-Denis während der Französischen Revolution den Ausdruck vandalisme, der als „Vandalismus“ darauf auch ins Deutsche entlehnt wurde.

## Varianten des Vandalismus

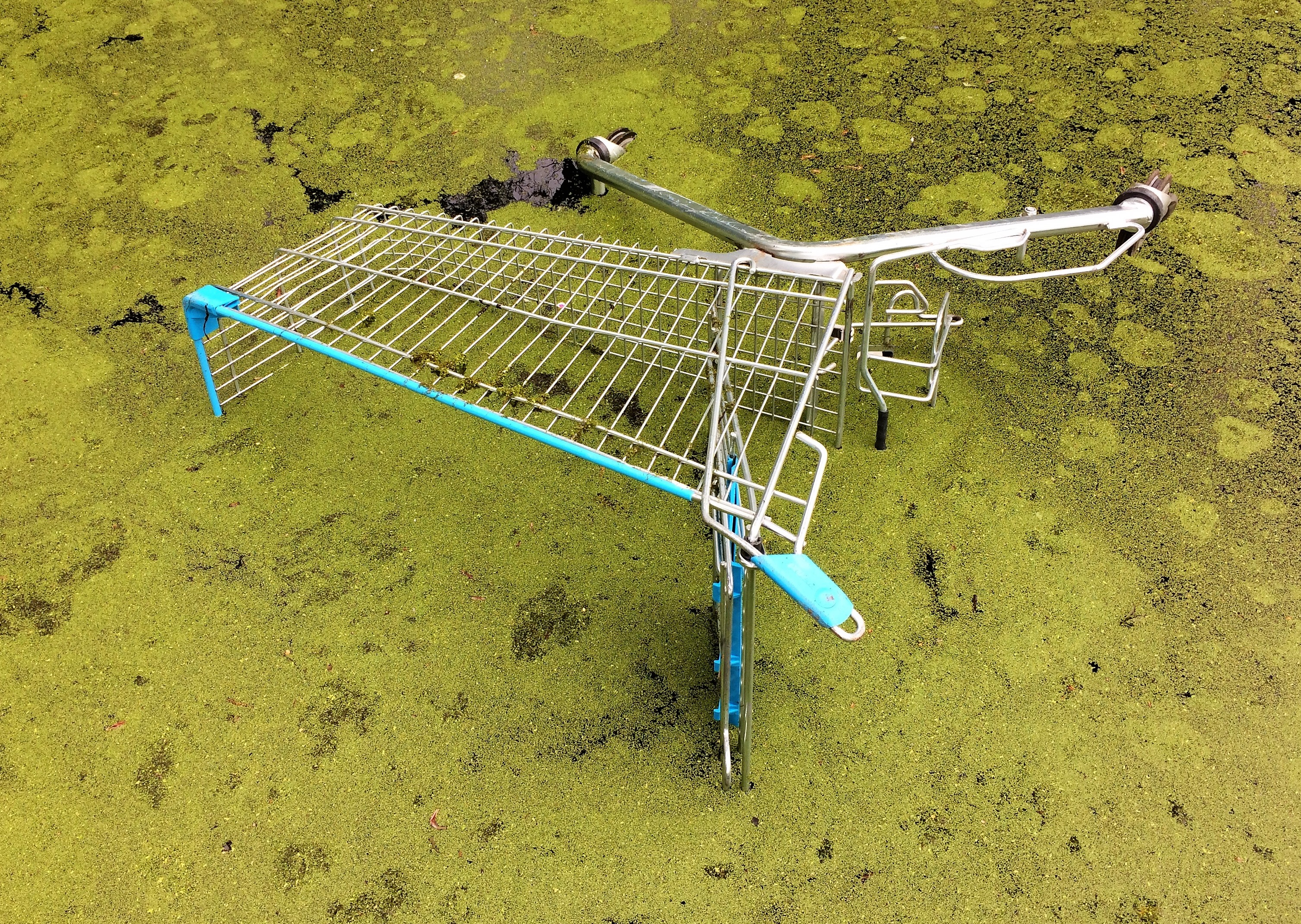
Einkaufswagen, der in einen Wassergraben geworfen wurde (in den Niederlanden)

Man unterscheidet zwischen mehreren Formen von Vandalismus:
- Vandalismus im Sinne destruktiven Zeitvertreibs, aus Lust am Zerstören, aus aggressiver Abreaktion von Wut oder aber als Form von Imponiergehabe (einer Kraftmeierei) oder Mutprobe ohne darüber hinausgehenden Sinn (aus Mangel bzw. Desinteresse an anderem lustvollen Handeln bzw. als Ergänzung dazu). Beispiele: Einwerfen von Scheiben, Demolieren von Autos oder Aufschlitzen von Polstersitzen in Bussen oder U-Bahnen, Beschädigen von Grabsteinen, siehe Destruktivität, Aggressivität, Krawall und Randale.
- Vandalismus im vorgenannten Sinne, aber verengt auf den Bereich der Kunst. Beispiel: das Nutzen von Denkmälern als Zielscheibe (Sphinx von Gizeh, was allerdings unbestätigt ist; Reiterstatue des Regisole auf dem Domplatz von Pavia; Leonardo da Vincis Reiterbild von Ludovico il Moro in Mailand, 1796; und andere). In der Nähe dessen liegt die Zerstörung von Herrscherbildern (Königsstatuen, Stalinbüsten) bei politischen Aufständen. Den Bildersturm der Reformation verstanden die Reformatoren dagegen als „Reinigung“ der Andachtsräume von vorgeblich „heidnischen“ Verirrungen. „So hat […] das Wort ‚Vandalismus‘, das an sich bis ins Mittelalter zurückreicht, seine eigentliche Aufnahme erst in der Reaktion auf die jakobinischen Zerstörungen der französischen Revolution gefunden.“[7]
- Zerstörerische Handlungen gegen Kulturgüter durch psychisch Kranke, die oft an irregeleitetem Sendungsbewusstsein leiden. Beispiele: Antike: Herostrat; 20. Jahrhundert: Säureattentate auf Gemälde wie den  Höllensturz der Verdammten von Rubens in München 1959 oder den Jakobsegen von Rembrandt van Rijn in Kassel-Wilhelmshöhe 1977; Beschädigung der Pietà Michelangelos in Rom 1972.
- Zerstörung aus Fanatismus oder Ideologie wie das Fällen von Eichen, die Thor geweiht waren, durch christliche Missionare (etwa Bonifatius) sowie die Zerstörung von Götterbildnissen oder religiösen Symbolen wie der Buddhastatuen von Bamiyan durch die Taliban 2001 kann auch als Vandalismus betrachtet werden.

### Kulturvandalismus
Kulturvandalismus oder „negative Kulturgeschichte“ bezeichnet die rohe Zerstörung von Kunstwerken, weil die Vandalen unter Geiserich zu Rom in dieser Weise gehaust haben sollen (der von Lucan in anderem Zusammenhang so genannte Furor teutonicus); weitere rhetorisch kanonisierte Schreckensfiguren im Sinne des Begriffs Vandalismus stellen Alarich und seine Goten (Gothorum et Vandalorum furor, die Wut der Gothen und Vandalen, Inschrift auf der Karlsbrücke in Prag von 1648), Attila und seine Hunnen sowie die Wikinger dar.

### Virtueller Vandalismus

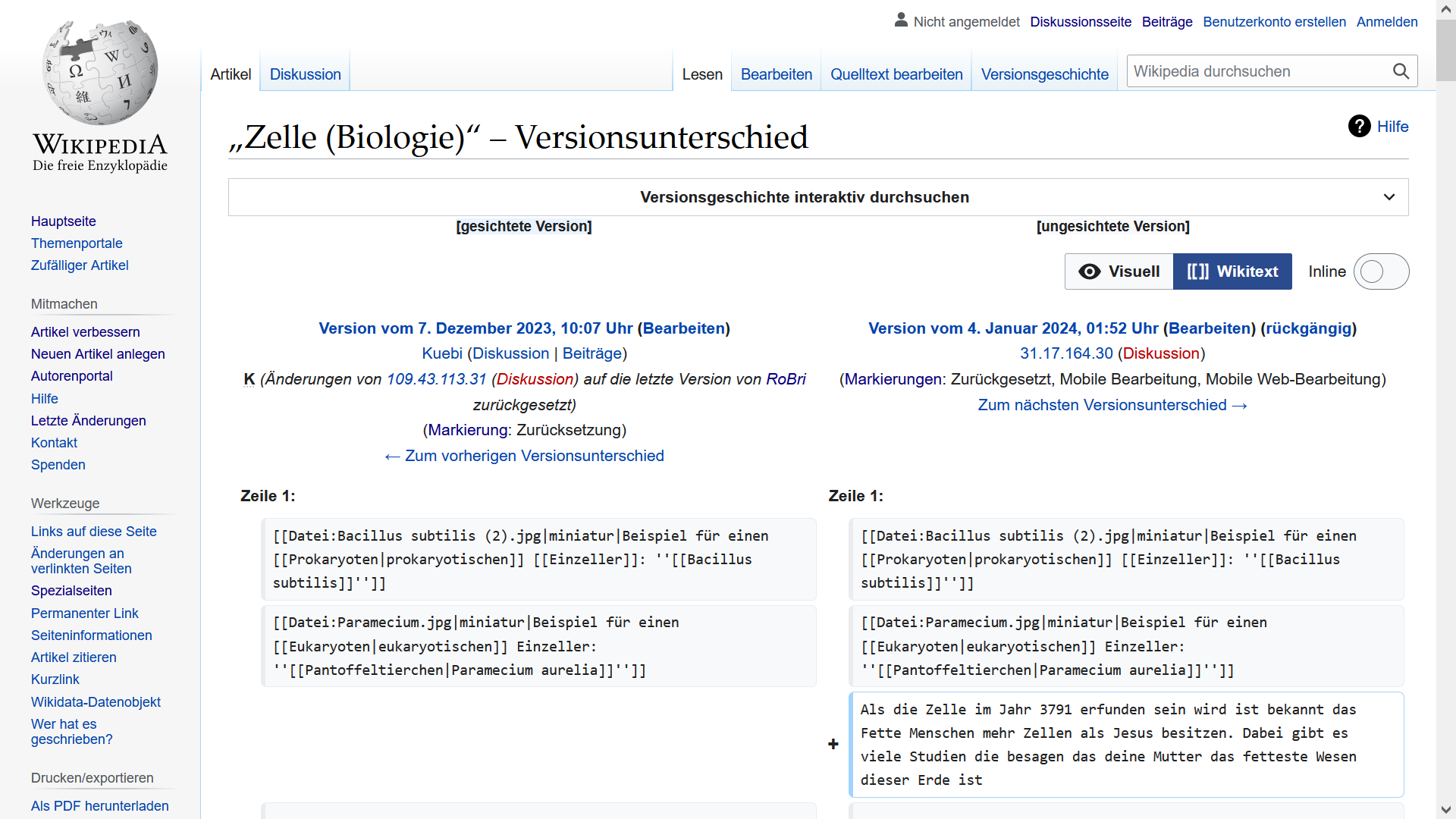
Screenshot von Vandalismus in der deutschsprachigen Wikipedia

Der Begriff Vandalismus wird oft auch bei mutwilligen Löschungen oder Störungen digitaler Inhalte angewandt, beispielsweise bei Blogs oder der Manipulation von Werbeinhalten (Adbusting), aber auch im Zusammenhang mit Wikipedia. Inhalte und Artikel werden absichtlich geleert oder verändert, viele Vandalismen haben Themen aus der Vulgärsprache zum Inhalt.
Viele Medien, auf denen man Artikel oder andere Inhalte kommentieren kann, sind dazu übergegangen, Kommentare zu sichten und gegebenenfalls zu kürzen oder zu löschen oder auch das Kommentieren nur angemeldeten Benutzern zu gestatten.

## Begriffsentstehung

### Der Begriff in der Französischen Revolution

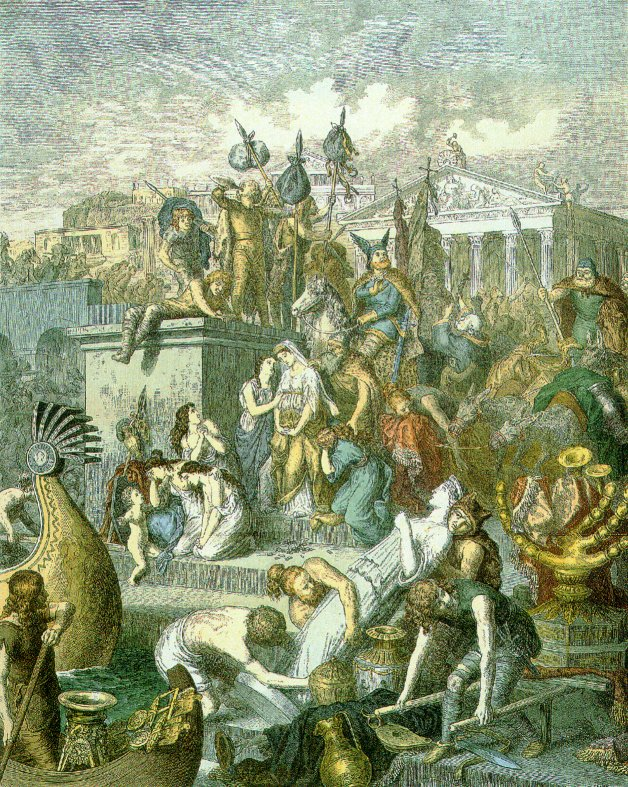
Phantasiedarstellung aus dem 19. Jh. von der Plünderung Roms durch die Vandalen 455

Der Begriff Vandalismus für blinde Zerstörungswut geht auf Henri-Baptiste Grégoire, Bischof von Blois, zurück. In seiner im Konvent zu Paris am 28. August 1794 veröffentlichten Schrift Rapport sur les destructions opérées par le vandalisme prangerte er mit dieser Wortneuschöpfung schlagwortartig sinnlose Morde sowie die Zerstörung christlicher Kunst und Ikonographie durch radikale Jakobiner in der Französischen Revolution an. Bereits 1798 nahm die Académie française den Begriff in ihr Wörterbuch auf.

### Der Begriff im baltisch-preußischen Raum
Im deutschsprachigen Raum [Preußen–Baltikum] war der Begriff Vandalen schon zu Anfang des 19. Jahrhunderts geläufig, was sich aus dem Schreiben des Generalgouverneurs von Riga, dem Marquis Paulucci, an den General von Yorck noch kurz vor der Konvention von Tauroggen am 22. Dezember 1812 ersehen lässt, in dem dieser formulierte: „Unsere siegreichen Heere verringern (wie sie selbst aus den Papieren ersehen werden, die ich Ihnen zu übersenden die Ehre habe) die Bedeutung des Besitzes jener festen Plätze (damit waren Danzig, Königsberg und Pillau gemeint) um ein Beträchtliches, da keine Armee vorhanden ist, um sie zu decken, – zumal wenn die preußischen Truppen die Partei der modernen Vandalen (damit war Napoleon und die Grande Armée gemeint) verlassen haben.“

### Der Begriff in Deutschland
Erstmals im übrigen Deutschland nachweisbar ist der Umgang mit dem Begriff Vandalismus im juristischen Zusammenhang 1840/1841: Während des Baus des Hermannsdenkmal bei Detmold warf der lippische Hofbaumeister Brune dem Baumeister des Monuments ‚Vandalismus‘ vor und verklagte ihn. Der Bildhauer Ernst von Bandel (1800–1876), für den die Errichtung des Denkmals für den Sieger in der Schlacht im Teutoburger Wald eine Herzensangelegenheit war und der er sein Leben widmete, hatte, um Material für den Sockel des Denkmals zu gewinnen, „eine keltische Anlage der Latènezeit (5.-1. Jahrhundert v. Chr.) […] als Steinbruch benutzt.“ Bandel, der die Anlage zuvor noch als eindrucksvoll beschrieb, meinte „vier Jahre später, nachdem er nach seinen eigenen Angaben die Hälfte des Walls zerstört und verbaute hatte, […] die vorgefundenen Mauern seien bloß 60 cm hoch und würden ‚irrig für Reste alten Gemäuers gehalten‘“.
In dem Buch Der Treppenwitz der Weltgeschichte wurde 1925 an solchem Sprachgebrauch wie folgt Kritik geübt: 

„Jedenfalls hat es das germanische Volk der Vandalen nicht auf seinem Gewissen, dass die meisten der herrlichen, in Rom zusammengeschleppten Kunstwerke – ein zweites Volk aus Statuen (so noch Cassiodor!) – entweder gar nicht oder nur verstümmelt erhalten sind. Mit Unrecht ist durch das Wort Vandalismus dem Volke Geiserichs ein Brandmal aufgedrückt worden. Auch der Ostgote Totila hat Rom nicht zerstört. Die schrecklichste Plünderung Roms soll die durch den oströmischen Kaiser Constans II. (641–668) gewesen sein, nach der nicht viel Bedeutendes übriggeblieben sein kann.“

### Ableitung des Begriffs vom Volk der Vandalen
Vandalismus leitete Grégoire von den Vandalen ab, einem germanischen Volksstamm, der im Jahre 455 den weströmischen Kaiser Petronius Maximus besiegt hatte, in Rom einmarschiert war und die Stadt geplündert hatte. Da die Vandalen die Stadt Rom für die damalige Zeit ohne große Massaker, systematisch, doch ohne blinde Zerstörungswut plünderten, ist die Etymologie des Begriffs historisch gesehen nicht ganz richtig. Papst Leo I. hatte den Vandalen versichert, dass es keinen Widerstand geben werde, damit Kampfhandlungen, Feuersbrünste und Vergewaltigungen vermieden würden. In den Beschreibungen späterer Geschichtsschreiber werden die Leistungen Papst Leos vielleicht auch überbewertet, um die Grausamkeiten und die Zerstörungswut der Vandalen stärker betonen zu können.
Wie wenig gerecht Grégoires Wortschöpfung den Vandalen wird, ergibt sich auch aus den Worten des Bischofs Salvanius von Massilia (Marseille), der noch quasi als Zeitzeuge im 5. Jahrhundert schrieb: „Wenn unter Goten- oder Vandalen-Herrschaft jemand ein lasterhaftes Leben führt, dann ist es ein Römer. Denn die Goten und Vandalen setzen durch sittliche Reinheit und Gradlinigkeit einen so hohen Maßstab, dass sie nicht nur selber zuchtvoll waren, sondern auch die Römer geläutert haben.“
Dennoch wurden von italienischen und französischen Humanisten die Goten und Vandalen seit der frühen Neuzeit als sprichwörtliche Kulturzerstörer angeprangert. Im deutschen humanistischen Schrifttum jedoch wurden die germanischen Stämme positiv rezipiert, etwa beim Humanisten Beatus Rhenanus:
Nostri … sunt Gothorum Vandalorum Francorumque triumphi (Unser sind die Triumphe der Gothen, Vandalen und Franken).
In der unterschiedlichen Interpretation der Vandalen spiegeln sich also proto-nationale Streitigkeiten in der frühen Neuzeit wider.
Die historischen Vandalen wurden in der Französischen Revolution 1789 zur negativen Kennzeichnung der Aristokratie – als vermeintlich von den germanischen Eroberern abstammend – benutzt. Als politischer Begriff diente vandalisme Henri-Baptiste Grégoire zur Abgrenzung einer idealen bürgerlichen Revolution von radikalen Kräften. In den Gewaltexzessen der Französischen Revolution kam es – wie schon zuvor in den Umbrüchen der Reformation – zur Bilderstürmerei, was Grégoire anprangerte.
Zuerst also gegen Radikale in den eigenen Reihen gerichtet, bezeichnete vandalisme nach dem 9. Thermidor 1794 die Schreckensherrschaft (Terreur) als Ganzes. Ihre Protagonisten, wie etwa Robespierre, seien die neuen Vandalen, die wie ihre historischen Vorbilder die Kultur Frankreichs zerstören wollten. Die drei Rapports sur le vandalisme, die Grégoire dem Konvent vorlegte, fixierten nicht zuletzt wegen ihrer hohen Auflage den Begriff und waren die Grundlage für seine Übernahme in fast alle europäischen Sprachen.
Die Wahl der Vandalen als Namensgeber bezog sich aber weniger auf die Plünderung Roms von 455, sondern auf deren frühere Zerstörungen und Plünderungen beim Einfall in Gallien im Jahr 406. Insbesondere in Südwestfrankreich, im Pyrenäen-Vorland, gebärdeten sich die germanischen Eindringlinge 409 als schlimmste Landzerstörer, Mörder und Frauenschänder, nachdem sie beim ersten Versuch, nach Spanien einzudringen, am Widerstand der Basken gescheitert waren. Nächst den Römern wurden den arianischen Vandalen auch die meisten Märtyrertode von den katholischen Chronisten zur Last gelegt. Von da an erst datiert ihr schlimmer, teilweise berechtigter Leumund als mörderische Barbaren. Grégoire bedauerte später, den Begriff nicht mehr zurücknehmen zu können, da er pauschal einen ganzen Volksstamm diskreditierte. Er war davon ausgegangen, dass die Vandalen ausgestorben seien und sich niemand mehr als ihr Nachfahre betrachtete.

## Abgrenzung
Der Begriff „Vandalismus“ bezeichnet, wie oben beschrieben, im weitesten Sinne die bewusste, illegale oder normenverletzende Beschädigung oder Zerstörung fremden Eigentums. Vandalismus ist zudem häufig (aber nicht notgedrungen) ein Akt bewusster oder nicht bewusster Provokation.

### Bewusste Handlung

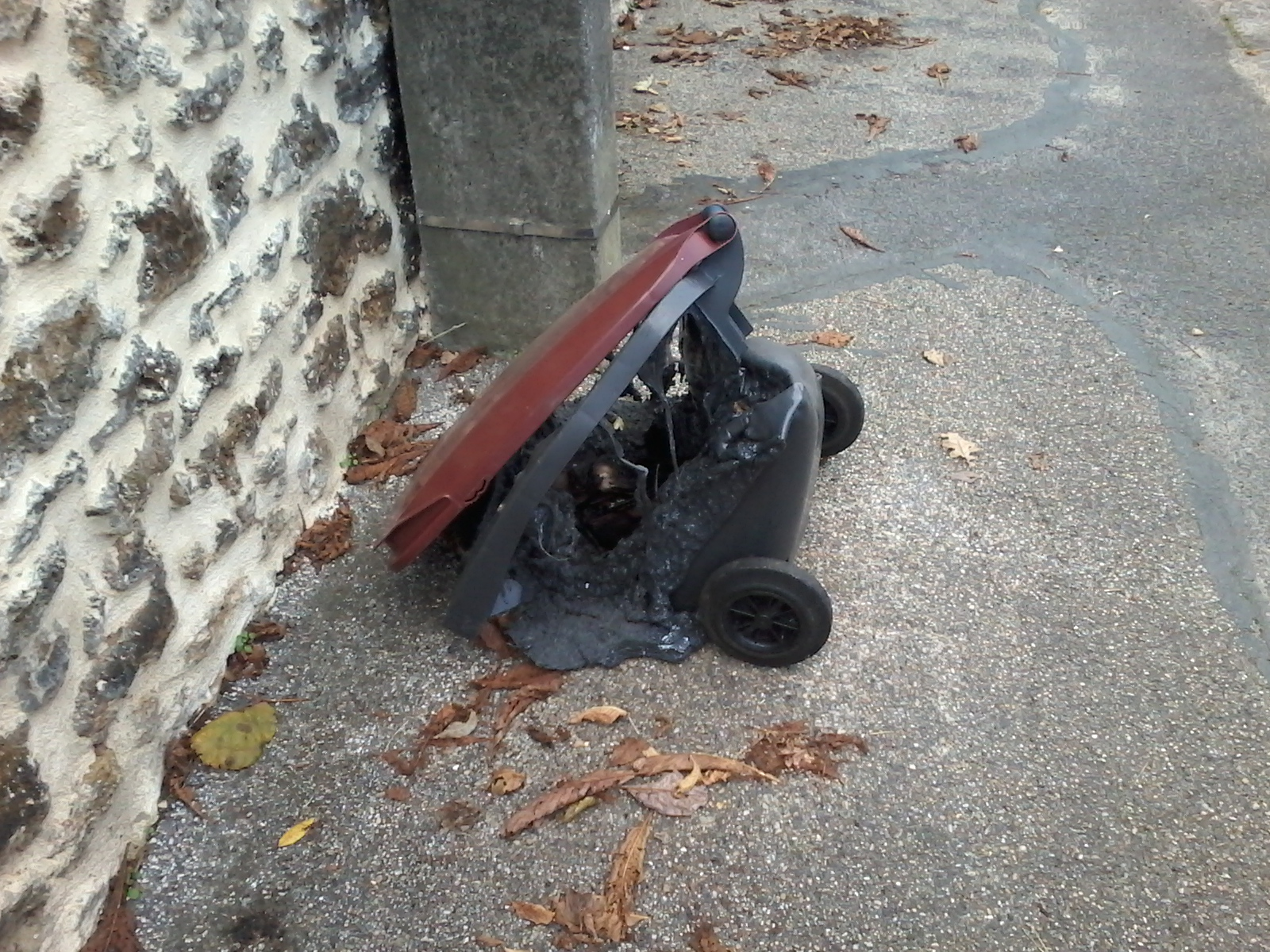
Verbrannte Mülltonne (in Frankreich)

Vandalismus geschieht bewusst, d. h., es muss ein bewusster Vorsatz vorliegen oder man nimmt den Schaden zumindest bewusst in Kauf. Eine Beschädigung, die nicht bewusst geschieht, sondern aufgrund des üblichen Verschleißes oder durch Unachtsamkeit ist kein Vandalismus.

### Illegale bzw. normenverletzende Handlung
Bei Vandalismus handelt es sich um einen illegalen bzw. normenverletzenden Akt. Wird ein Haus durch den Eigentümer abgerissen oder ein Auto nach der Nutzungsphase verschrottet, wird kein anderer geschädigt, also liegt auch kein Vandalismus vor.

### Zerstörendes oder beschädigendes Handeln
Abzugrenzen ist Vandalismus insbesondere von Verhaltensweisen der mutwilligen Verunreinigung, bei der aber nichts zerstört wird, z. B. achtloses Wegwerfen von Müll auf die Straße, Vermüllung von Parks, Verunreinigung von Sitzen in Bussen, Urinieren in Hausecken etc. Manchmal ist hier die Grenze nicht ganz scharf zu ziehen.

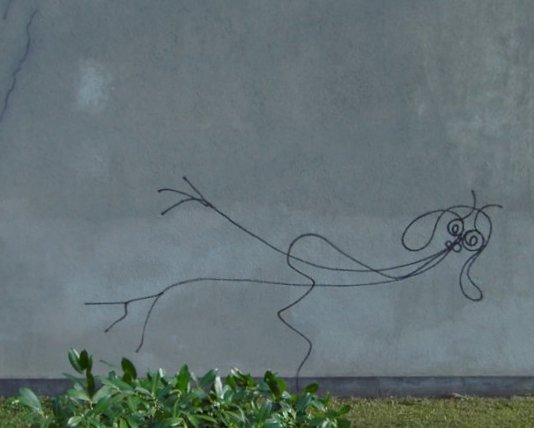
Undine – Graffiti von Harald Naegeli in Zürich aus dem Jahr 1978, heute restauriert und geschützt

Es gibt aber auch Phänomene, deren Einordnung schwierig und strittig sind. Das Phänomen Graffiti wird in der Öffentlichkeit kontrovers diskutiert. Manche sehen darin eine Form von Vandalismus, andere betrachten Graffiti als eine legitime Form subversiver und/oder intervenierender, sowie vom Eigentümer nicht autorisierter Kunst im öffentlichen Raum, vergleichbar z. B. Guerilla Gardening oder Formen von intervenierender Aktionskunst.
Nachdem Vandalismus oder manche Formen von Vandalismus teilweise auch als eine Form von oder ein Aspekt von Rowdytum betrachtet worden ist, ist Vandalismus insbesondere von anderen Delikten bzw. Verhaltensweisen abzugrenzen, die Rowdys zugeschrieben werden.
Darunter gibt es insbesondere bewusstes normenverletzendes Verhalten, das weder zerstörend noch verunreinigend auf Sachen einwirkt, sondern z. B. in unüblichen, provozierenden oder belästigenden Verhaltensweisen besteht. Zum Beispiel:
- Unhöflichkeit, ruppiges derbes Verhalten (siehe Rüpel)
- Streiche (Klingelstreich, Schülerstreiche etc.)
- Verkehrsrowdytum (Raser, Drängler, illegale Straßenrennen, Anfahren mit quietschenden Reifen, Gefährdung anderer Menschen)
- Lärmbelästigung
- Belästigungen anderer Art
- andere Störungen der öffentlichen Ordnung (siehe auch Öffentliche Ordnung).

## Umgang mit dem Problem Vandalismus

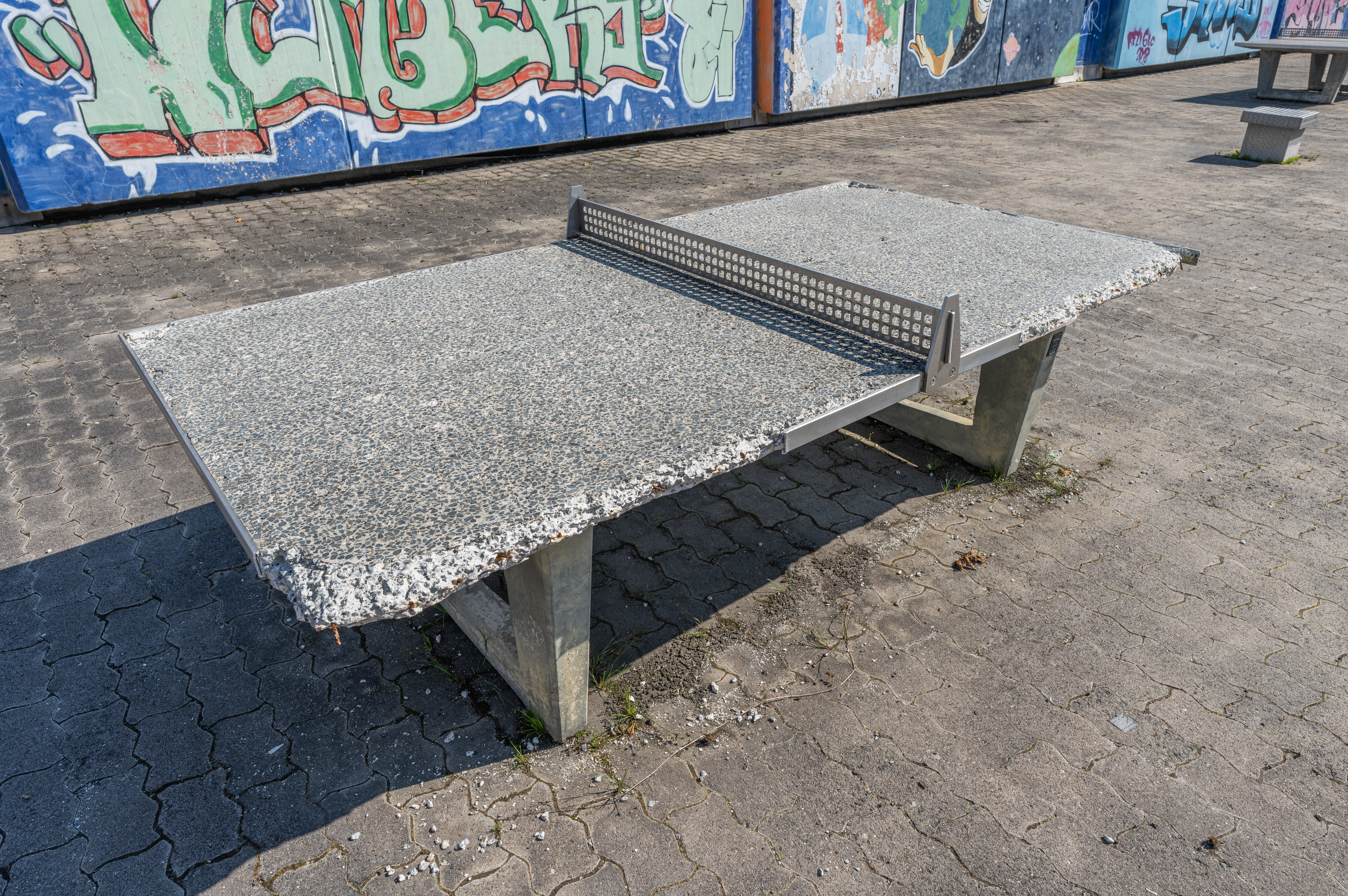
Beschädigte Tischtennisplatte eines Hofer Gymnasiums

Oft wird insbesondere die mutwillige Zerstörung von öffentlichen Gütern und Gegenständen im öffentlichen Raum als Vandalismus bezeichnet. Dazu gehören beispielsweise Zerstörungen an öffentlichen Einrichtungen wie Notrufsäulen, Parkbänken und Telefonzellen, in Fahrzeugen des öffentlichen Nahverkehrs, in Kindergärten oder in Schulen. Auch die Beschädigung von Bäumen im öffentlichen Raum – sogenannter Baumfrevel – zählt hierzu.
Nachdem öffentliche Räume allgemein zugänglich geworden sind, sind hier Maßnahmen gegen Vandalismus schwieriger. Vorbeugende Maßnahmen dagegen sind beispielsweise Kameraüberwachung, Polizeipräsenz, privater Wachschutz sowie Maßnahmen zur Belebung öffentlichen Raums und zur Förderung der sozialen Kontrolle. In Werbekampagnen wird an das Gewissen und die soziale Verantwortung der potenziellen Täter appelliert oder die Coolness von Vandalismus in Frage gestellt. Daneben kann die Verwendung robuster, weitgehend vandalismus-resistenter Materialien Vandalismus erschweren. Eine andere Strategie besteht darin, öffentlichen Gebäuden und öffentlichen Außenbereichen eine edle hochwertige Aura zu geben und so die Hemmschwelle zu Vandalismus zu erhöhen. Konsequente juristische Verfolgung soll potentielle Täter abschrecken.
Im privaten Bereich kann zudem der Zugang zum betreffenden Grundstück oder Gebäude verhindert oder erschwert werden.
Graffiti an Bauwerken sind in der Regel illegal. Strafrechtlich werden sie oft als destruktiver Akt (Vandalismus) verfolgt, denn ein konstruktiver Akt als „Kunst am Bau“ ist aus Sicht der Rechtsprechung in vielen Fällen nicht zu erkennen. Darüber hinaus sind die Folgekosten für die Beseitigung der Graffiti bzw. der materiellen Schäden hoch (siehe Straftatbestand von Graffiti).
Vandalismus wird in Deutschland meist unter dem Straftatbestand der Sachbeschädigung verfolgt. Die (mehrheitlich männlichen) jugendlichen Täter werden strafrechtlich verfolgt. Die Aufklärungsquote für Sachbeschädigung liegt bei rund 25 %. Der Umgang mit Vandalismustätern fällt u. a. in den Aufgabenbereich der Sozialarbeit.